# ريكاردو سانشيز (لاعب كرة قدم)
ريكاردو سانشيز (بالإسبانية: Ricardo Sánchez)‏ (27 مايو 1982 بغوادالاخارا في المكسيك - ) هو لاعب كرة قدم مكسيكي في مركز الوسط. شارك مع منتخب المكسيك تحت 17 سنة لكرة القدم. أما مع النوادي، فقد لعب مع نادي أطلس ونادي تيخوانا ونادي غوادالاخارا وأتلاتيكو إيرابواتو وCalifornia Victory ‏ وTampa Bay Rowdies ‏ وDelfines de Coatzacoalcos ‏ ونادي كوريكامينوس ‏ وMinnesota Thunder ‏ وفانكوفر وايتكابس (نادي كرة قدم).

## وصلات خارجية
- ريكاردو سانشيز على موقع الاتحاد الدولي (مؤرشف)  (الإنجليزية)
- ريكاردو سانشيز على موقع قاعدة بيانات كرة القدم.إي يو (الإنجليزية)